# Blood (banda japonesa)
BLOOD es una banda japonesa de rock gótico y electro-dark perteneciente al estilo visual kei, formada a principios de 2002. 

## Historia
Los miembros de BLOOD declararon que buscan dar a conocer su visión del mundo a través de su música. Su estilo musical es difícil de definir debido a que utilizan una gran variedad de estilos, pero los más destacados son el rock gótico y el electro-dark.
Blood significa “Sangre” y ellos lo consideran como el "Origen" de la humanidad. También le dan el significado de “emoción violenta”, emoción que busca ser expresada por medio su música. El guitarrista Kiwamu y el bajista Kaede comenzaron la banda, después de dos años se unió como vocalista Fu-ki con lo que lograron conseguir una estabilidad y lograr una mejor calidad musical.
La banda ha realizado diversos tours por el extranjero. Cabe mencionar sus presentaciones en Estados Unidos, México, Alemania, Francia, Polonia, etc.
El primer maxi single de la banda fue "BLOODTYPE" lanzado el 8 de agosto de 2002, después de ese single hasta ahora han lanzado siete más y también once álbumes y cuatro miniálbumes.

## Miembros

### Actuales
- Kutral - Guitarrista
- Hayato - Vocalista
- Azami - Bajista en estudio
- Dora -  Baterista
- Kazuha - Guitarrista y bajista en vivo

### Exmiembros
- Dai - Vocalista
- Takeshi - Vocalista
- Taichi - Baterista y guitarrista
- Fu-ki - Vocalista
- Kaede - Bajista

## Discografía

### Álbumes
- gui1st PERIOD (2004.04.01)
- VENGEANCE for BLOOD (2004.12.17)
- VENGEANCE for BLOOD II (2005.07.09)
- 1st Period DX (2005.07.23)
- 2nd Period DX (2005.07.23)
- VENGEANCE for BLOOD LIMITED EDITION (2006.07.01)
- LES FLEURS DU MAL (2007.07.07)
- Best Collection 2002-2007 (2007.08.08)
- THE REAPER BEHIND ME (Disc1) (2008.05.07)
- THE REAPER BEHIND ME (Disc2) (2008.05.07)
- VENGEANCE for BLOOD INTEGRAL EDITION (2008.09.17)
- Lost Sky (2009.01.28)

### Miniálbumes (EP)
- BLOOD (DOMESTIC ver.) (2004.02.07)
- BLOOD (european version) (2004.05.28)
- VENGEANCE for BLOOD 3 (2006.02.14)
- Spleen ~Despair~ (2006.10.07)
- Dead-Hearted (2007.09.15)

### Sencillos
- BLOODTYPE (2002.08.08)
- Morphine/Collector (2002.11.15)
- Tsuioku ~I Remember You~ (2003.01.03)
- BLIND (european version) (2004.05.30)
- THE FUNERAL FOR HUMANITY (2004.09.10)
- BRUMES ET PLUIES ~mist and rain~ (2007.02.14)
- CHAIN (2007.12.12)
- Bathory (2011.06.04)
- Elizabeth (2011.10.15)